# 호모토피
대수적 위상수학에서 호모토피(영어: homotopy) 또는 연속 변형 함수(連續變形函數)는 어떤 위상 공간을 공역으로 하는 특정한 연속 함수이다. 직관적으로 말해서, 호모토피는 주어진 위상 공간 위에서 어떤 두 점을 잇는 수많은 가능한 경로가 연속적으로 변형되는 것을 나타낸다.

## 정의

### 고전적 정의
위상 공간 {\displaystyle X}, {\displaystyle Y} 사이의 두 연속 함수
{\displaystyle f\colon X\to Y}
{\displaystyle g\colon X\to Y}

두 경로 사이의 호모토피. 이는 양끝점을 고정시키지 않으므로 경로 호모토피가 아니다.

사이의 호모토피는 다음과 같은 성질을 만족시키는 연속 함수 {\displaystyle H\colon X\times [0,1]\to Y}이다.
- {\displaystyle f=H(-,0)}
- {\displaystyle g=H(-,1)}

두 연속 함수 사이에 호모토피가 존재할 경우, 두 함수가 서로 호모토픽(영어: homotopic) 또는 연속 변형적(連續變形的)이라 하며 {\displaystyle f\simeq g}와 같이 쓴다. 호모토픽 관계는 동치 관계를 이루며, 이에 대한 동치류를 호모토피류(homotopy類, 영어: homotopy class)라고 한다.:158–159 연속 함수 {\displaystyle f}의 호모토피류는 보통 {\displaystyle [f]}라고 쓴다.

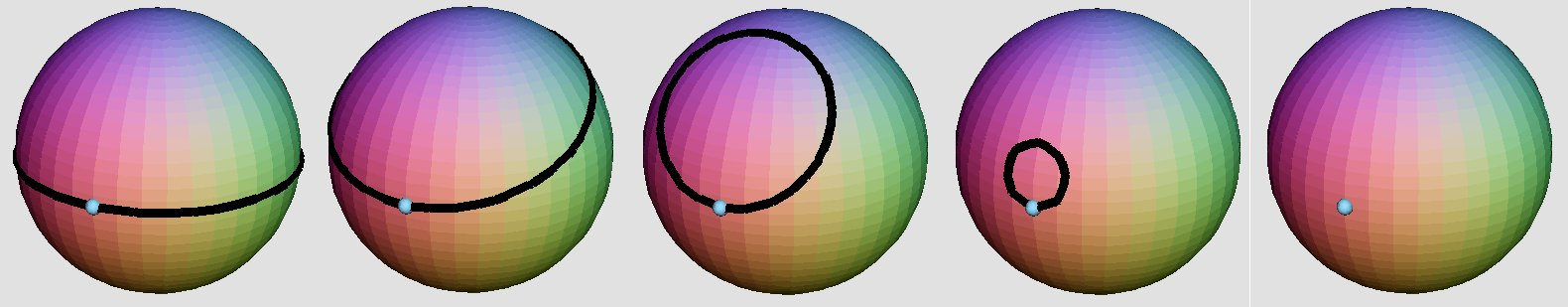
구 위의 대원은 널호모토픽하다.

상수 함수에 호모토픽한 함수를 널호모토픽(null-homotopic) 또는 영연속 변형적(零連續變形的)이라고 한다. 상수 함수로의 호모토피를 널호모토피(null-homotopy) 또는 영연속 변형 함수(零連續變形函數)라 한다.:323
모든 위상 공간의 범주 {\displaystyle \operatorname {Top} }는 데카르트 닫힌 범주가 아니다. 그러나 흔히 사용되는 대부분의 위상 공간을 포함하는 데카르트 닫힌 범주를 정의할 수 있다. (예를 들어, 콤팩트 생성 공간의 범주 {\displaystyle \operatorname {CGTop} }나 콤팩트 생성 약한 하우스도르프 공간 {\displaystyle \operatorname {CGWH} }가 있다.)
{\displaystyle \operatorname {CGTop} }에서는 지수 대상의 법칙
{\displaystyle Y^{X\times [0,1]}\cong (Y^{[0,1]})^{X}\cong (Y^{X})^{[0,1]}}
이 성립한다. 여기서 {\displaystyle \times }는 콤팩트 생성 공간의 범주론적 곱이다. {\displaystyle (-)^{(-)}}는 콤팩트 생성 공간에서의 지수 대상이며, 집합으로서 이는 연속 함수의 집합이다. 따라서, {\displaystyle \operatorname {CGTop} }에서는 호모토피를 다음과 같이 세 가지로 정의할 수 있으며, 이들은 모두 서로 동치이다.
- 연속 함수 공간 {\displaystyle Y^{X}}에서의 경로 {\displaystyle h\colon [0,1]\to Y^{X}}. 이는 가장 직관적인 정의이며, 위상 공간 위의 풍성한 범주에서 직접적으로 일반화할 수 있다.
- {\displaystyle X\times [0,1]}에서 {\displaystyle Y}로 가는 연속 함수 {\displaystyle h\colon X\times [0,1]\to Y}. 이는 고전적인 정의이다. 이 정의는 임의의 모형 범주에서 왼쪽 호모토피(영어: left homotopy)라는 이름으로 일반화된다.
  - 일반적으로 {\displaystyle \operatorname {CGTop} }에서의 곱은 곱공간보다 더 섬세한 위상을 가진다. 그러나 구간 {\displaystyle [0,1]}은 국소 콤팩트 하우스도르프 공간이므로, 만약 {\displaystyle X}가 콤팩트 생성 공간이라면 {\displaystyle X\times [0,1]}의 위상은 곱공간 위상과 일치한다. 따라서, 콤팩트 생성 공간 사이의 연속 함수의 호모토피의 정의는 {\displaystyle \operatorname {Top} }을 사용하든, {\displaystyle \operatorname {CGTop} }을 사용하든 상관이 없다.
- {\displaystyle X}에서 경로 공간 {\displaystyle Y^{[0,1]}}으로 가는 연속 함수 {\displaystyle h\colon X\to Y^{[0,1]}}. 이는 임의의 모형 범주에서 오른쪽 호모토피(영어: right homotopy)라는 이름으로 일반화된다.

### 풍성한 범주에서의 정의
위상 공간의 범주 {\displaystyle \operatorname {Top} }는 데카르트 모노이드 범주를 이룬다. 그 위의 풍성한 범주 {\displaystyle {\mathcal {C}}}가 주어졌다고 하자. 즉, 임의의 두 대상 {\displaystyle X,Y\in {\mathcal {C}}}에 대하여, 그 사이의 사상 집합 {\displaystyle \hom _{\mathcal {C}}(X,Y)}는 사실 단순한 집합이 아니라, 위상 공간의 구조가 갖추어져 있다고 하자.
같은 정의역과 공역을 갖는 두 사상 {\displaystyle f,g\colon X\to Y}이 주어졌다고 하자. 이는 {\displaystyle \hom _{\mathcal {C}}(X,Y)} 속의 두 점
{\displaystyle f,g\in \hom _{\mathcal {C}}(X,Y)}
을 이룬다. 이 경우, {\displaystyle f}와 {\displaystyle g} 사이의 호모토피는 {\displaystyle f}와 {\displaystyle g}를 잇는, {\displaystyle \hom _{\mathcal {C}}(X,Y)} 속의 경로이다. 이는 {\displaystyle \hom _{\mathcal {C}}(X,Y)} 위의 동치 관계를 이룬다. 호모토피류는 {\displaystyle \hom _{\mathcal {C}}(X,Y)}의 경로 연결 성분이다.
고전적으로, 모든 위상 공간의 범주 {\displaystyle \operatorname {Top} }는 데카르트 닫힌 범주를 이루지 않는다. 그러나
{\displaystyle \operatorname {CGTop} } 등 위상 공간으로 구성된 데카르트 닫힌 범주를 사용하면, 이는 스스로 위의 풍성한 범주를 이루며, 이 경우 고전적인 정의는 풍성한 범주에서의 정의의 특수한 경우가 된다.
보다 일반적으로, 위상 공간 대신 "연결 성분"의 개념을 정의할 수 있는 다른 범주, 예를 들어 단체 집합의 범주 {\displaystyle \operatorname {sSet} }를 사용할 수도 있다.

### 모형 범주에서의 정의
호모토피 이론은 추상적으로 임의의 모형 범주 위에서 전개될 수 있다. 위상 공간의 범주(또는 콤팩트 생성 공간의 범주 등)는 모형 범주의 구조를 가지며, 호모토피의 개념을 임의의 모형 범주에 대하여 일반화할 수 있다.:§14.3 이 경우, 왼쪽 호모토피(영어: left homotopy)와 오른쪽 호모토피(영어: right homotopy)라는, 서로 쌍대적인 두 개념이 존재하며, 이 두 개념은 적절한 경우 (정의역이 쌍대올대상이며 공역이 올대상인 경우) 서로 동치이다.
편의상, 올뭉치는 {\displaystyle \twoheadrightarrow }로, 쌍대올뭉치는 {\displaystyle \hookrightarrow }로, 약한 동치는 {\displaystyle {\xrightarrow {\sim }}}로 표기하자.

#### 왼쪽 호모토피
임의의 유한 쌍대 완비 범주에서, 다음과 같은 쌍대 대각 사상이 존재한다.
{\displaystyle X\sqcup X\to X}
여기서 {\displaystyle \sqcup }은 쌍대곱이다 (즉, 위상 공간의 경우 분리합집합이다).
모형 범주 {\displaystyle ({\mathcal {C}},{\mathfrak {W}},{\mathfrak {F}},{\mathfrak {C}})}에서, 대상 {\displaystyle X}의 기둥 대상(영어: cylinder object) {\displaystyle \operatorname {Cyl} X}는 쌍대 대각 사상 {\displaystyle X\sqcup X\to X}의 다음과 같은 분해이다.
{\displaystyle X\sqcup X\to \operatorname {Cyl} X{\xrightarrow {\sim }}X}
이는 위상 공간의 범주에서의 "기둥" {\displaystyle X\times [0,1]}의 일반화이다. 기둥 대상은 다음과 같은 추가 조건을 만족시킬 수 있다.:280, Definition 14.3.1
- 만약 {\displaystyle X\sqcup X\to \operatorname {Cyl} X}가 쌍대올뭉치라면, 이를 좋은 기둥 대상(영어: good cylinder object)이라고 한다.
- 만약 {\displaystyle X\sqcup X\to \operatorname {Cyl} X}가 쌍대올뭉치이며, {\displaystyle \operatorname {Cyl} X{\xrightarrow {\sim }}X}가 올뭉치이자 약한 동치라면, 이를 매우 좋은 기둥 대상(영어: very good cylinder object)이라고 한다.

모형 범주의 정의에 따라 매우 좋은 기둥 대상이 항상 존재하지만, 실제로 위상 공간에 퀼런 모형 구조(영어: Quillen model structure)를 준 경우 {\displaystyle X\times [0,1]}는 일반적으로 좋지 않다. 하지만 후레비치 모형 구조(영어: Hurewicz model structure)에서 {\displaystyle X\times [0,1]}는 매우 좋은 기둥 대상이다.
두 사상 {\displaystyle f,g\colon X\to Y} 사이의 왼쪽 호모토피(영어: left homotopy)는 어떤 기둥 대상 {\displaystyle \operatorname {Cyl} X}에 대하여 다음 그림을 가환 그림으로 만드는 사상 {\displaystyle h\colon \operatorname {Cyl} X\to Y}이다.
{\displaystyle {\begin{matrix}X\sqcup X&\hookrightarrow &\operatorname {Cyl} X\\&{\scriptstyle f\sqcup g}\searrow &\downarrow \scriptstyle h\\&&Y\end{matrix}}}
이 기둥 대상을 (매우) 좋은 기둥 대상으로 잡을 수 있다면, 이를 (매우) 좋은 왼쪽 호모토피(영어: (very) good left homotopy)라고 한다.
같은 정의역과 공역을 갖는 임의의 두 사상 {\displaystyle f,g\colon X\to Y}에 대하여, 다음이 성립한다.:282, Proposition 14.3.9(i), (ii)
- {\displaystyle f}와 {\displaystyle g} 사이에 왼쪽 호모토피가 존재하는지 여부는 {\displaystyle f}와 {\displaystyle g} 사이에 좋은 왼쪽 호모토피가 존재하는지 여부와 동치이다.
- 만약 {\displaystyle Y}가 올대상이라면, {\displaystyle f}와 {\displaystyle g} 사이에 왼쪽 호모토피가 존재하는지 여부는 {\displaystyle f}와 {\displaystyle g} 사이에 매우 좋은 왼쪽 호모토피가 존재하는지 여부와 동치이다.

왼쪽 호모토피가 존재하는지 여부는 일반적으로 동치 관계를 이루지 않는다.:281 그러나 만약 정의역 {\displaystyle X}가 쌍대올대상일 경우, 사상 {\displaystyle f,g\colon X\to Y}에 대하여 사이에 왼쪽 호모토피가 존재하는지 여부는 동치 관계를 이루며,:282, Proposition 14.3.9(iv) 이 경우 두 사상이 서로 왼쪽 호모토픽(영어: left-homotopic)하다고 한다.

#### 오른쪽 호모토피
임의의 유한 완비 범주에서, 다음과 같은 대각 사상이 존재한다.
{\displaystyle X\to X\times X}
여기서 {\displaystyle \times }은 범주론적 곱이다 (즉, 위상 공간의 경우 곱공간이며, 콤팩트 생성 공간의 경우 곱공간의 콤팩트 생성화이다). 모형 범주 {\displaystyle ({\mathcal {C}},{\mathfrak {W}},{\mathfrak {F}},{\mathfrak {C}})}에서, 대상 {\displaystyle X}의 경로 공간 대상(영어: path space object) {\displaystyle \operatorname {Path} X}는 대각 사상 {\displaystyle X\to X\times X}의 다음과 같은 분해이다.
{\displaystyle X{\xrightarrow {\sim }}\operatorname {Path} X\to X\times X}
이는 위상 공간의 범주에서의 경로 공간 {\displaystyle X^{[0,1]}}의 일반화이다. 경로 공간 대상은 다음과 같은 추가 조건을 만족시킬 수 있다.:281, Definition 14.3.4
- 만약 {\displaystyle \operatorname {Path} X\to X\times X}가 쌍대올뭉치라면, 이를 좋은 경로 공간 대상(영어: good path space object)이라고 한다.
- 만약 {\displaystyle \operatorname {Path} X\to X\times X}가 쌍대올뭉치이며, {\displaystyle X{\xrightarrow {\sim }}\operatorname {Path} X}가 올뭉치이자 약한 동치라면, 이를 매우 좋은 경로 공간 대상(영어: very good path space object)이라고 한다.

모형 범주의 정의에 따라 매우 좋은 경로 공간 대상이 항상 존재한다.
두 사상 {\displaystyle f,g\colon X\to Y} 사이의 오른쪽 호모토피(영어: right homotopy)는 어떤 경로 공간 대상 {\displaystyle \operatorname {Path} X}에 대하여 다음 그림을 가환 그림으로 만드는 사상 {\displaystyle h\colon X\to \operatorname {Path} Y}이다.
{\displaystyle {\begin{matrix}X\\{\scriptstyle h}\downarrow &\searrow \scriptstyle f\times g\\\operatorname {Path} Y&\twoheadrightarrow &Y\times Y\end{matrix}}}
이 경로 공간 대상을 (매우) 좋은 경로 공간 대상으로 잡을 수 있다면, 이를 (매우) 좋은 오른쪽 호모토피(영어: (very) good right homotopy)라고 한다.
같은 정의역과 공역을 갖는 임의의 두 사상 {\displaystyle f,g\colon X\to Y}에 대하여, 다음이 성립한다.:282, Proposition 14.3.9(i), (ii)
- {\displaystyle f}와 {\displaystyle g} 사이에 오른쪽 호모토피가 존재하는지 여부는 {\displaystyle f}와 {\displaystyle g} 사이에 좋은 오른쪽 호모토피가 존재하는지 여부와 동치이다.
- 만약 {\displaystyle X}가 쌍대올대상이라면, {\displaystyle f}와 {\displaystyle g} 사이에 오른쪽 호모토피가 존재하는지 여부는 {\displaystyle f}와 {\displaystyle g} 사이에 매우 좋은 오른쪽 호모토피가 존재하는지 여부와 동치이다.

마찬가지로, 오른쪽 호모토피의 존재는 일반적으로 동치 관계를 이루지 않는다. 그러나 만약 공역 {\displaystyle Y}가 올대상이라면, 오른쪽 호모토피의 존재는 동치 관계를 이루며,:282, Proposition 14.3.9(iv) 이 경우 두 사상이 서로 오른쪽 호모토픽(영어: right-homotopic)하다고 한다.

#### 왼쪽 호모토피와 오른쪽 호모토피의 관계
왼쪽 호모토피와 오른쪽 호모토피는 다음과 같이 호환된다. 임의의 두 사상 {\displaystyle f,g\colon X\to Y}에 대하여, 다음이 성립한다.:284, Proposition 14.3.11
- 만약 {\displaystyle X}가 쌍대올대상이며, 왼쪽 호모토피 {\displaystyle f\Rightarrow g}가 존재한다면, 오른쪽 호모토피 {\displaystyle f\Rightarrow g} 역시 존재한다.
- 만약 {\displaystyle Y}가 올대상이며, 오른쪽 호모토피 {\displaystyle f\Rightarrow g}가 존재한다면, 왼쪽 호모토피 {\displaystyle f\Rightarrow g} 역시 존재한다.

따라서, 정의역이 쌍대올대상이고 공역이 올대상인 경우, 왼쪽 호모토피 · 좋은 왼쪽 호모토피 · 매우 좋은 왼쪽 호모토피 · 오른쪽 호모토피 · 좋은 오른쪽 호모토피 · 매우 좋은 오른쪽 호모토피는 서로 동일한 동치 관계를 정의한다. 이 경우 두 사상이 단순히 서로 호모토픽하다고 한다.
또한, 주어진 쌍대올대상 {\displaystyle X}에 대하여, 임의의 올대상 {\displaystyle Y}으로 가는 임의의 두 호모토픽 사상 사이의 호모토피는 항상 동일한 (즉, {\displaystyle Y}에 의존하지 않는) 좋은 기둥 대상에 대한 왼쪽 호모토피로 나타낼 수 있다. 마찬가지로, 주어진 올대상 {\displaystyle Y}에 대하여, 임의의 쌍대올대상 {\displaystyle X}에서 {\displaystyle Y}로 가는 임의의 두 호모토픽 사상 사이의 호모토피는 항상 동일한 (즉, {\displaystyle X}에 의존하지 않는) 좋은 경로 공간 대상 {\displaystyle \operatorname {Path} Y}에 대한 오른쪽 호모토피로 나타낼 수 있다.:285, Corollary 14.3.13

#### 고전적 정의와의 관계
위상 공간의 범주 또는 콤팩트 생성 공간의 범주에 퀼런 모형 구조를 주자. 이 경우, 모든 위상 공간은 올대상이며, 모든 CW 복합체는 쌍대올대상이다.
또한, 이 경우 고전적 기둥 {\displaystyle X\times [0,1]}은 (만약 {\displaystyle X}가 쌍대올대상이라면) 좋은 기둥 대상을 이루며, 만약 콤팩트 생성 공간을 사용한다면 고전적 경로 공간 {\displaystyle X^{[0,1]}}은 (모든 공간이 올대상이므로) 좋은 경로 공간 대상을 이룬다. 따라서, 공역이 CW 복합체인 경우 모형 범주 이론에서의 호모토피류는 고전적 호모토피류와 일치한다.

## 종류
다음과 같은 특별한 호모토피(류)의 개념이 존재한다.

### 부분 공간을 고정한 호모토피

경로 호모토피의 예

위상 공간 {\displaystyle X}, {\displaystyle Y} 및 {\displaystyle X}의 부분 공간 {\displaystyle X'}이 주어졌을 때, 두 연속 함수 {\displaystyle f,g\colon X\to Y} 사이의 호모토피 {\displaystyle H\colon X\times [0,1]\to Y}가 다음 조건을 만족시킨다면, {\displaystyle H}를 {\displaystyle X'}에서 고정된 호모토피(영어: homotopy relative to {\displaystyle X'})라고 한다.:158–159
- 임의의 {\displaystyle (x',t)\in X'\times [0,1]}에 대하여, {\displaystyle H(x',t)=f(x')=g(x')}

{\displaystyle f}와 {\displaystyle g}가 {\displaystyle X'}을 고정하여 호모토픽하다는 것은 기호로 다음과 같이 적는다.
{\displaystyle f\simeq g\;\operatorname {rel} X'}
부분 공간을 고정한 호모토피 역시 동치 관계를 이루며, 이에 대한 동치류 역시 정의할 수 있다.
이 정의의 특수한 경우로, 위상 공간 {\displaystyle Y} 위의 경로 {\displaystyle f,g\colon [0,1]\to Y}에 대하여, {\displaystyle \{0,1\}\subset [0,1]}을 고정한 호모토피를 경로 호모토피(영어: path homotopy)라고 한다. 경로 호모토픽 관계는 보통 {\displaystyle \simeq _{\text{p}}}로 쓴다.:323

### 아이소토피

커피잔의 표면과 원환면은 둘 다 3차원 유클리드 공간으로 매장할 수 있으며, 이 두 매장 사이에는 그림과 같이 아이소토피가 존재한다.

두 위상 공간 {\displaystyle X}, {\displaystyle Y} 사이의 두 매장 {\displaystyle f,g\colon X\to Y} 사이의 호모토피 {\displaystyle H\colon X\times [0,1]\to Y}가 다음 조건을 만족시킬 경우, {\displaystyle H}를 아이소토피(영어: isotopy) 또는 동위(同位)라고 한다.
- 모든 {\displaystyle t\in [0,1]}에 대하여, {\displaystyle H(-,t)\colon X\to Y}는 매장이다.

## 같이 보기
- 축약 가능 공간
- 기본군
- 호모토피 동치
- 호모토피 군
- 푸앵카레 추측